# アウグストホフマン
アウグスト・ホフマンス・ピアノファブリック（典: August Hoffmanns pianofabrik、August Hoffmannのピアノ工場）は、1838年から1988年まで存在したスウェーデン・ストックホルムのピアノ製造会社である。

## 概要
会社の起源はSöderberg父子の工房にある。この工房は1859年にピアノ製造技師アウグスト・ホフマン（August Hoffmann、1827年ザクセン州生まれ）によって買収された。ホフマンはドイツ、オーストリア、ハンガリーで修行していた。ライプツィヒ時代にホフマンは伝説的なハインリヒ・シュタインヴェーク（後のヘンリー・スタインウェイ）と友人だった。アウグスト・ホフマンは1840年代に短期間カルルスハムンでピアニストのA. F. Sätherbergのために働き、ドイツに戻った後、最終的にはストックホルムに定住した。スクエア・ピアノは1870年代初頭に最も人気があり、1873-74年には200台のスクエア・ピアノが製造された。その後アップライトピアノが次第に人気となり、1884-88年には年間わずか40台のスクエア・ピアノが生産された。
アウグスト・ホフマンは1884年に死去したが、未亡人のナンナ・ホフマン（Nanna Hoffman）が工場を経営した。ピアノ産業では初めての王室御用達となり、25人の従業員を雇用した（6人が楽器職人・調整師、その他は家具職人）。 ホフマンは1890年代の初めにストックホルムを訪れたスタインウェイの助けを受けた。その他の多くの工房とは異なり、ホフマンの工程は相当量の手作業によることが特徴だった。
工場はBanérgatanにあり、整備と販売はマルムフィルナツガータン通り33の店で行われた。1930年代、オペラ歌手のマルティン・オーマンはこの店の販売員として働いていた。

## August Hoffman
スウェーデンでの製造が終わって以降、August Hoffman（ホフマンの綴りに注意）のブランド名を冠したアップライトピアノおよびグランドピアノが中国遼寧省のピアノメーカー営口東北鋼琴（ドンペイピアノ）によって製造され、香港やカナダを含む世界中で販売されている。このブランドと元々のスウェーデンの会社との関係は不明である。ドンペイピアノは2007年にアメリカのギターメーカー「ギブソン」(Gibson)のグループに入り、社名を「Baldwin Dongbei Piano」に変更。アメリカの老舗ブランド「Baldwin」や、スウェーデンブランドの「Nordiska」などを製造している。August Hoffmanピアノは、アメリカ、カナダ、ヨーロッパで販売されているが、日本では「August Hoffman 112G」、「August Hoffman 114WH」、「August Hoffman 115GC」の3機種が販売されている。いずれも木目調のコンパクト型ピアノで狭い住宅事情に適している。